# Rio Passa Dois
Der Rio Passa Dois ist ein etwa 53 km langer linker Nebenfluss des Rio Iguaçu im Südosten des brasilianischen Bundesstaats Paraná.

## Etymologie
Passa Dois bedeutet quert zweimal oder kommt zweimal vorbei. Möglicherweise bezieht sich das auf ein Stück Landbesitz, das der sehr windungsreiche Fluss an zwei entgegengesetzten Stellen begrenzte. Eine solche Erklärung findet sich für den entfernten Namensvetter Rio Passa Três, der dem Dorf Passa Três, dem heutigen Cesário Lange, zwischen Sorocaba und Botocatu im Staat São Paulo seinen Namen gab.
Der Name des anderen Namensvetters Rio Passaúna, der 200 km flussaufwärts in den Rio Iguaçu mündet, ist dagegen Tupi-Ursprungs. Er bedeutet Schwarzer Mann. Der Name hat keinen Bezug zu den ähnlich lautenden portugiesischen Begriffen.

## Geografie

### Lage
Das Einzugsgebiet des Rio Passa Dois befindet sich auf dem Segundo Planalto Paranaense (Zweite oder Ponta-Grossa-Hochebene von Paraná).

### Verlauf
Sein Quellgebiet liegt im Munizip Lapa auf 795 m Meereshöhe etwa 30 km westlich des Hauptorts.
Der Fluss verläuft überwiegend in westlicher Richtung, wobei er aufgrund seines geringen Gefälles (0,42 ‰) weite und viele Bögen ausbildet. Er mündet auf 773 m Höhe von links in den Rio Iguaçu. Er ist etwa 53 km lang.

### Munizipien im Einzugsgebiet
Der Rio Passa Dois verläuft vollständig innerhalb des Munizips Lapa.